# Willem Frederik Röell (1870-1942)
Jhr. mr. dr. Willem Frederik Röell (Amsterdam, 6 april 1870 - Weesperkarspel, 3 november 1942) was bankier, politicus en koninklijk kamerheer.

## Biografie
Röell was lid van het regentengeslacht Röell en een zoon van staatsraad mr. Willem baron Röell (1837-1915) en jkvr. Johanna Isabella Dedel (1842-1918), lid van de familie Dedel. Hij trouwde in 1904 met Catharina Elizabeth Boudewina barones Sloet van Oldruitenborgh (1871-1941), oud-hofdame van koningin Wilhelmina tussen 1898 en 1903 en lid van de familie Sloet. Zij waren de ouders van onder anderen jkvr. Catharina Elisabeth Boudewina Röell (1911-1995), van 1957 tot 1980 particulier secretaresse van koningin Juliana. Zij bewoonden het huis Sperwershof in 's-Graveland.
Röell promoveerde in 1896 aan de Rijksuniversiteit Utrecht op stellingen, in zowel de rechten als in de staatswetenschappen. Van 1905 tot 1940 was hij directeur van de Mij. voor Gemeentecrediet te Amsterdam en van 1906 tot 1919 was hij lid van de gemeenteraad van die laatste gemeente. Vanaf 1917 tot aan zijn jaar van overlijden was hij directeur van de Hollandsche Maatschappij der Wetenschappen. Vanaf 1920 was hij kamerheer i.b.d. van koningin Wilhelmina.
Röell werd ook bekend als donateur van het album amicorum of 'vriendenboek' van Janus Dousa aan de Leidse Universiteit; in dat vriendenboek staat het gedicht Vruntschap uit 1575 van de dichter Jan van Hout.